# Джерелянський Петро
Петро Джерелянський (Юрій Петрович Величко; народився 9 лютого 1949) - український театрознавець, публіцист, поет.  Дитинство та юність пройшли в м. Люботин Харківської області. 
Вищу освіту П. Джерелянський здобув на історичному факультеті Харківського державного університету. Після його закінчення займається журналістикою, дослідницькою роботою в галузі театрознавства (вивчає особливості театрального синтезу в українському сценічному мистецтві (в історичному контексті) та поетичною творчістю.
Петро Джерелянський працював літературним редактором спочатку журналу «Губернія» (2004—2006), потім — всеукраїнських газет: «Сільський вісник» (2007—2011) та «Квітуча садиба» (з 2012). 
Свої статті, рецензії на вистави, творчі портрети мистців він друкував в наукових збірниках та журналах «Український театр», «Музика», «Визвольний Шлях», «Березіль», «Губернія», «Просценіум»; у газетах «Урядовий кур'єр», «Панорама», «Харків'яни», «Слобідський край», «Український простір», інших часописах.
«Поетичні уподобання Джерелянського чітко визначені — він не раз наголошував на своїй відданості невмирущим традиціям, започаткованим Тарасом Шевченком і продовженим та розвиненим уже в ХХ столітті Євгеном Маланюком. Не є випадковим і відчутний вплив поезії Райнера Марії Рільке, творче світосприйняття якого Джерелянський вважає спорідненим своєму власному. Вірші патріотичного спрямування, роздуми про одвічні християнські цінності, про кохання й довершену красу природи органічно співіснують, бо є віддзеркаленням непростого, але гармонійного внутрішнього світу ліричного героя, народженого уявою мистця…» — писав український поет та літературознавець С. Сапеляк.
П. Джерелянський — член Національної спілки театральних діячів України, Національної федерації парашутного спорту України.
Автор книг «Україна. Сторінки історії» (2008), «Чарівна Україна. 5000 фактів» (2009), «Історія солодкого життя» (2010).
Петро Джерелянський — неодноразовий лауреат обласних журналістських конкурсів «Часопис», один із переможців конкурсу ім. О. Масельського на кращий літературний твір (2011), 2005 року творчою «муніципальною» премією ім. Г. Квітки-Основ'яненка Харківського міськвиконкому (в галузі театральної критики та театрознавства).

## Твори П. Джерелянського
- Великодня молитва; Славень; Передчуття польоту; Все починається з любові; Як пам'яті відкрию козубець; А книги не мовчать; Ім'я, промовлене у серці; Нам мушля нагадає; Квіткові замалюнки; Троянда; Журбу нам розвіють жоржини; Посестри мої — хризантеми: [вірші. Справжнє ім'я автора Ю.Величко] / П.Джерелянський // Укр. простір. — 2010. — 1-14 квіт. (№ 7). — C. 15; 15-31 трав. (№ 9). — С. 15.
- Надії смолоскип; Еліта; Серця повстанців; Надія; Літо молоде; Грозу зустріньмо!; Багаття; Ти винен!; Героям слава!; Не дай заґратувати душу!; Прости нападника; Немає прощення; Ми рідні, хоч і не по крові; Шаблі поезій; Відчуймо Крила!; Наші гасла: [вірші] / П. Джерелянський // Кримська світлина. — 2014. — 13 черв. — Текст. і фотодані. — URL: http://svitlytsia.crimea.ua/index.php?section=article&artID=13445
- Щоб слово чином стало! : [Передчуття польоту; Я не забув; Еліта; Розрада; Мрія; Провина; Лесеві Курбасу; Присмерки; Серпень; Не судилось; Воскресіння; Багаття; Безсмертя; Героям слава!; Світи Дмитра Донцова; вірші] / П.Джерелянський // Дзвін. — 2012. — Ч. 11-12. — С. 23-27.

## Статті П. Джерелянського
- «Карусель зустрічей» Дениса Караченцева: [про харків. поета-пісняра] / П.Джерелянський // Трибуна трудящих. — 2019. — 16 серп. — С. 5 : фот.
- «Хартрон-Аркос» — лідер космічної галузі / П. Джерелянський // Губернія. — 2004. — № 10. — С. 42-43.

140 років «солодкого» життя! : [140 років успіш. роботи Первухін. цукр. з-ду, що у сел. Гути Богодух. р-ну] / П.Джерелянський // Слобід. край. — 2009. — 26 серп. — С. 6.
- Великі дива малої сцени: [про вистави молодого режисера О. Середіна на малій сцені Харків. академ. рос. драм. театру ім. О. Пушкіна] / П. Джерелянський // Трибуна трудящих. — 2019. — 23 серп. — С. 6 : фот.
- Володимир Свідзінський — поет на всі часи: [до 130-річчя з дня народж. укр. поета і перекладача] / П.Джерелянський // Трибуна трудящих. — 2016. — 16 січ. — С. 7 : 3 фот.
- Головний теоретик: [про Я. Є. Айзенберга — провід. теоретика чотирьох поколінь систем упр. ракет і косм. апаратів, д-ра техн. наук] / П. Джерелянський // Губернія. — 2004. — № 7/8. — С. 132—133.
- Диригент Віталій Куценко / П.Джерелянський // Слобід. край. — 2009. — 16 верес. — С. 10.
- Доба відбилась… у простій обгортці: [про життєвий шлях Г. М. Бормана, власника кондитер. т-ва «Жорж Борман» (у тому числі Харків. кондитер. ф-ка) ] / П.Джерелянський // Трибуна трудящих. — 2016. — 9 січ. — С. 7 : 6 фот.
- Енциклопедія професора Ушкалова: [нове видання: «Моя Шевченківська енциклопедія»] / П. Джерелянський // Трибуна трудящих. — 2019. — 1 листоп. — С. 7.
- Жива пам'ять про родину крилатих: [відбулася наук. конф. до ювілею Валентини та Степана Гризодубових] / П.Джерелянський // Слобід. край. — 2009. — 17 черв. — С. 7.
- Житло двадцять першого століття: [АТ «Житлобуд-2»] / П. Джерелянський // Губернія. — 2004. — № 5. — С. 56.
- Літопис «солодкого життя»: [відбулася презентація кн. : В.Іващенко, О.Марченко, П.Джерелянський «Історія солодкого життя»] / *П.Джерелянський // Главное. — 2011. — 15 янв. (№ 1-2). — С. 9.
- Метал, який потрібен усім: [ЗАТ «Харківметал-1»] / П. Джерелянський // Губернія. — 2004. — № 7/8. — С. 79.
- Нам є чим пишатися! (фото) / П. Джерелянський // Золота пектораль. — Текст. і фотодані. — URL: https://zolotapektoral.te.ua/petro-dzherelyanskyj-nam-je-chym-pyshatysya-foto/.
- Наш краянин — Опанас Заливаха: [про заслуж. художника України, лауреата Шевченків. премії Опанаса Заливаху, який народився на Харківщині, в с. Гусинка Куп'ян. р-ну] / П. Джерелянський // Трибуна трудящих. — 2019. — 30 серп. — С. 6 : фот.
- Ніна Виноградська — шляхом самодостатности / П. Джерелянський // Золота пектораль. — Текст. і фотодані. — URL: https://zolotapektoral.te.ua/петро-джерелянський-ніна-виноградсь/
- Однострої… класу «кутюр»: [Харк. вироб. об-ня «СВАН»] / П. Джерелянський // Губернія. — 2004. — № 5. — С. 73.
- Петро Джерелянський. Бандера — означає «Прапор» / П. Джерелянський // Золота пектораль. — Текст. і фотодані. — URL: https://zolotapektoral.te.ua/петро-джерелянський-бандера-означ/
- Прапор Харкова — над Гімалаями: [харк. альпіністи С.Бершов та І.Свергун підкорили одну з найвищих вершин світу Чо-Ойю (8201 м)] / П.Джерелянський // Губернія. — 2004. — № 7/8. — С. 4-9.
- Приборкувачі блискавок: [до 50-річчя Харк. НДІ «Молнія»] / П.Джерелянський // Губернія. — 2004. — № 7/8. — C. 58.
- Скарб, що не купується за гроші: [про корпорацію «Бісквіт-Шоколад»] / П.Джерелянський // Губерния. — 2010. — № 1. — С. 2-3.
- Славься, музыка!: К открытию филармонического сезона: [о концерте засл. арт. Украины Л.Величко] / П. Джерелянский // Панорама. — 1997. — 27 верес. — С. 15.
- Степан Бандера — з відстані часу; Ровесник доби відродження нації; Вибір зроблено; Війна на кілька фронтів; Загинув переможцем!; «Правда — це дорога…» / П. Джерелянський // Харківська обласна організація Національної спілки письменників України https://kharkiv-nspu.org.ua/archives/6141#more-6141
- У майбутнє… рельсовим автобусом: [відкрито новий маршрут Люботин-Богодухів-Гути-Смородино] / П.Джерелянський // Губерния. — 2009. — № 11. — С. 8-9.
- Харківські гостини гетьмана Мазепи: [виставою «Мазепа» в ХНАТОБі ім. М. В. Лисенка відкрили новий театр. сезон] / П. Джерелянський // Трибуна трудящих. — 2019. — 20 верес. — С. 5 : фот.